# Soramimi
Soramimi (空耳 lit. escucha alterada?) o soramimi kashi (空耳歌詞 letras alteradas?) es un término japonés para la transliteración homofónica de las letras de canciones entre idiomas diferentes. Esto es, interpretar las letras de las canciones expresadas en una lengua como letras que suenan parecido en otra lengua (aunque en esta segunda lengua la frase carezca de todo sentido).
En España, el programa de televisión El Hormiguero ha popularizado interpretar una canción cantada en otro idioma como si la expresión estuviera en español con el nombre de «momento teniente».
Cuando la transliteración se produce entre palabras del mismo idioma, se denomina pomporruta.